# Président-candidat
- Républiques à régime présidentiel
- Républiques à régime présidentiel liées à un régime parlementaire
- Républiques à régime semi-présidentiel
- Républiques à régime parlementaire (république parlementaire)
- Républiques où la constitution n'accorde le droit à gouverner qu'à un parti unique ou un parti dominant (État communiste)

- Monarchies constitutionnelles dans lesquelles le monarque n'exerce que peu ou pas le pouvoir (le monarque a souvent une autorité constitutionnelle et morale élevée)
- Monarchies semi-constitutionnelles dans lesquelles le monarque exerce la majorité des pouvoirs, souvent avec un parlement disposant de faibles pouvoirs
- Monarchies absolues

- Dictatures militaires

- Autres systèmes (gouvernements provisoires)
- Pas de gouvernement

Président-candidat est le terme à connotation négative désignant un président se présentant pour sa réélection. Cette expression est principalement utilisée pour parler de présidents de républiques dans les régimes présidentiels ou semi-présidentiels. 
Lorsque la constitution le permet, le président en place peut être candidat à sa propre succession. Les élections présidentielles ayant un très fort enjeu politique dans ces pays, elles sont souvent l'objet de longues campagnes débutant entre un et deux ans. Durant cette période, le président-candidat doit à la fois remplir ses fonctions et se soumettre à des événements de campagne (talk-shows, élections primaires, meetings…).
De fait, les présidents en exercice sont accusés de confondre leurs activités d'élus et de candidats durant ces périodes, notamment de réaliser des dépenses publiques pour leur usage politique. Ce double statut est parfois l'objet de querelles avec les autres candidats, notamment lors du débat télévisé de l'élection présidentielle française de 1988.